# Planificació de recursos empresarials
Un sistema de planificació de recursos empresarials o ERP (de l'anglès enterprise resource planning) integra (o pretén integrar) totes les dades i els processos d'una organització en un sistema unificat. Un sistema ERP típic utilitzarà múltiples components de programari i maquinari per aconseguir la integració. Un component clau de la major part d'ERP és l'ús d'una base de dades única per emmagatzemar la informació dels diferents mòduls del sistema.
Un sistema ERP típic preveu la producció, l'inventari, la distribució, els enviaments, les factures, la comptabilitat, les demandes, les entregues, els pagaments, etc. En realitat, un sistema ERP òptim consisteix en la integració de tots aquests i altres elements en allò que s'anomena back office.
Prestacions d'un ERP:
- Facilitar i agilitzar la gestió de tots els processos de l'empresa.
- Reutilitzar tota la informació, i estalviar temps i errors als usuaris en la gestió del negoci.
- Accedir a tota la informació de manera fiable, precisa, oportuna i amb integritat de totes les dades.
- Compartir la informació de manera fiable, precisa, oportuna i amb integritat de totes les dades.
- Compartir la informació simultàniament amb tots els membres de l'empresa.
- Avaluar el negoci.